# Поден
Поден (словен. Poden) — поселення в общині Костел, регіон Південно-Східна Словенія, Словенія. Висота над рівнем моря: 334,1 м.